# Zuerst die Füße
Zuerst die Füße è una scultura del 1990 dell'artista tedesco Martin Kippenberger.

## Descrizione
L'opera rappresenta una rana crocifissa che tiene in una mano un uovo, nell'altra un boccale di birra. Ne esistono cinque esemplari in versioni diverse, sia dipinte in viola e verde, sia in legno naturale non dipinto, sia con un numero o collocamento diverso dell'uovo.

## Ispirazioni e interpretazioni
La scultura è pensata come autoritratto ironico di Kippenberger. Secondo il Museion (museo d'arte moderna e contemporanea di Bolzano) l'opera rispecchierebbe lo stato d'animo dell'artista in un momento della propria vita seguito a un periodo di disintossicazione da droga e alcol, e non avrebbe “niente a che vedere con la religione.” 

## Controversie
L'opera ha fatto molto discutere; nel 2008 in occasione della visita del Papa a Bolzano, da più parti si sono levate richieste di toglierla da una mostra in corso al Museion.

A seguito di un'iniziativa del settimanale Zett ci furono diversi interventi da parte di politici e della Chiesa Cattolica e una discussione animata sulle pagine del quotidiano Dolomiten dedicate alle lettere dei lettori. Papa Benedetto XVI scrisse al presidente del consiglio regionale dell'Alto Adige Franz Arthur Pahl, dicendo che la rana crocifissa feriva il sentimento religioso di molte persone.
L'allora ministro italiano dei beni culturali Sandro Bondi aggiunse che l'opera era anche un'offesa al buonsenso.
Il presidente del consiglio regionale Franz Arthur Pahl per protesta iniziò uno sciopero della fame.